# A1 Team Indien
Das A1 Team Indien (engl. Stilisierung: A1Team.India) war das indische Nationalteam in der A1GP-Serie.

## Geschichte

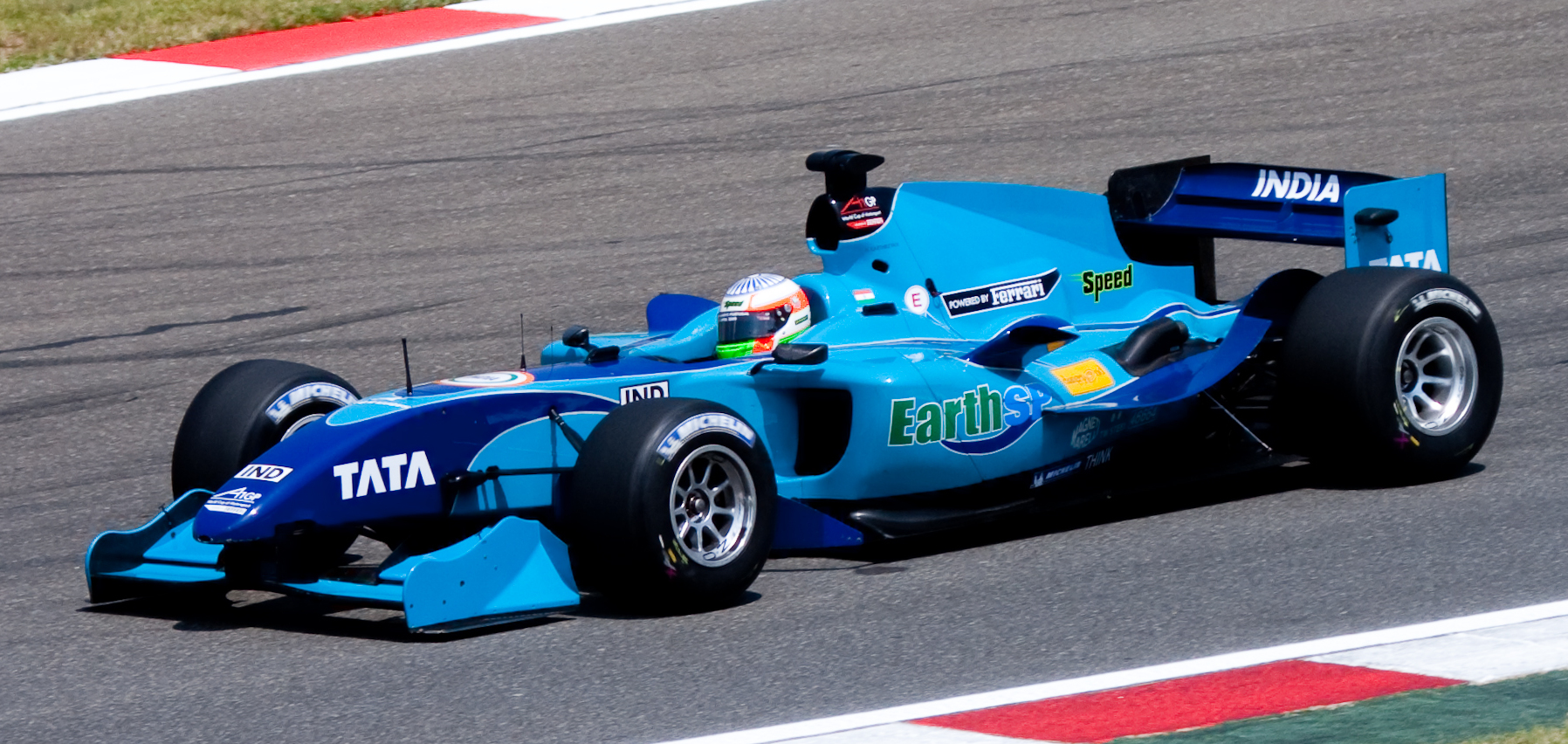
A1 Team Indien in Kyalami 2009

Das A1 Team Indien wurde von Atul Gupta gegründet, welcher in der zweiten Saison von Yohann Setna, in der dritten Saison von Ravi Chilukuri und in der vierten Saison schließlich von einem Konsortium mit dem Namen A1 Team India Limited als Seatholder abgelöst wurde; als Rennstall fungierte in der ersten Saison Akbar Ebrahim, in der zweiten und dritten Saison das britische Team Arena Motorsport und daraufhin das ebenfalls britische Team Argo Racing.
In der ersten Saison gehörte das Team zu den Hinterbänklern, als bestes Resultat steht ein elfter Platz durch Stammfahrer Armaan Ebrahim im Sprintrennen in Sepang zu Buche. Das Team trat an den letzten drei Rennwochenenden aufgrund interner Querelen nicht mehr an und beendete die Saison auf dem 23. Rang ohne einen Punkt.
In der folgenden Saison sah es zunächst nicht nach einer Steigerung aus. Nach fünf Rennwochenenden ohne Punktgewinn wurde Armaan Ebrahim durch den ehemaligen Formel-1-Piloten Narain Karthikeyan ersetzt, welcher im Hauptrennen in Taupo mit Platz sieben schließlich die ersten Punkte für das Team einfahren konnte. Es folgten zwei weitere Punkteplatzierungen mit einem neunten Platz im Hauptrennen in Durban und einem vierten Platz im Hauptrennen in Brands Hatch. Das Team beendete die Saison auf dem 16. Gesamtplatz mit 13 Punkten.
In der dritten Saison gelang der endgültige Durchbruch. Nach mehreren Punkteresultaten konnte das Team mit Karthikeyan als Stammfahrer im Hauptrennen in Zhuhai seinen ersten Sieg feiern. Weitere Podiumsplatzierungen blieben zunächst aus, doch im Hauptrennen in Brands Hatch konnte erneut ein erster Platz erzielt werden. Das Team beendete die Saison auf der zehnten Gesamtposition mit 61 Punkten.
Beim Auftakt der vierten Saison musste das Team aufgrund der Chassis-Lieferschwierigkeiten passen. In den verbleibenden Rennwochenenden folgten fünf Punkteplatzierungen, darunter als Höhepunkt ein zweiter Platz durch Karthikeyan im Sprintrennen in Brands Hatch. Das Team schloss die Saison auf Gesamtrang zwölf mit 19 Punkten ab.
Das A1 Team Indien hat an 35 Rennwochenenden der A1GP-Serie teilgenommen.

## Fahrer
Das A1 Team Indien setzte an Rennwochenenden vier verschiedene Fahrer ein, von denen alle vier auch an den Rennen selbst teilnahmen.

### Übersicht der Fahrer
| Fahrer                | RG | SR | HR | RS | 1. Pl.  | 2. Pl.  | 3. Pl.  | PP | SRR | Pkt. |
| --------------------- | -- | -- | -- | -- | ------- | ------- | ------- | -- | --- | ---- |
| Karthikeyan, Narain   | 40 | 20 | 20 | 6  | 2 (0/2) | 1 (1/0) | 0 (0/0) | 1  | 0   | 93   |
| Ebrahim, Armaan       | 22 | 11 | 11 | 2  | 0 (0/0) | 0 (0/0) | 0 (0/0) | 0  | 0   | 0    |
| Sureshwaren, Parthiva | 4  | 2  | 2  | 14 | 0 (0/0) | 0 (0/0) | 0 (0/0) | 0  | 0   | 0    |
| Chandhok, Karun       | 4  | 2  | 2  | -  | 0 (0/0) | 0 (0/0) | 0 (0/0) | 0  | 0   | 0    |

Legende: RG = Rennen gesamt; SR = Sprintrennen; HR = Hauptrennen; RS = Rookie-Sessions; PP = Pole-Position; SRR = schnellste Rennrunde

## Ergebnisse
| Saison | 1         | 1         | 2          | 2          | 3       | 3       | 4          | 4          | 5       | 5       | 6          | 6          | 7          | 7          | 8         | 8         | 9         | 9         | 10        | 10        | 11        | 11        | Rang | Punkte |
| ------ | --------- | --------- | ---------- | ---------- | ------- | ------- | ---------- | ---------- | ------- | ------- | ---------- | ---------- | ---------- | ---------- | --------- | --------- | --------- | --------- | --------- | --------- | --------- | --------- | ---- | ------ |
| 05/06  | Brands H. | Brands H. | EuroSpeed. | EuroSpeed. | Estoril | Estoril | Eastern C. | Eastern C. | Sepang  | Sepang  | Dubai      | Dubai      | Durban     | Durban     | Sentul    | Sentul    | Monterrey | Monterrey | Laguna S. | Laguna S. | Shanghai  | Shanghai  | 23.  | 0      |
| 05/06  | 15 CHA    | DNS CHA   | 16 CHA     | 21 CHA     | 17 EBR  | 13 EBR  | 17 EBR     | 13 EBR     | 11 EBR  | DSQ EBR | 20 EBR     | 14 EBR     | 14 EBR     | 18 EBR     | 18 EBR    | 15 EBR    |           |           |           |           |           |           | 23.  | 0      |
| 06/07  | Zandvoort | Zandvoort | Brno       | Brno       | Peking  | Peking  | Sepang     | Sepang     | Sentul  | Sentul  | Taupo      | Taupo      | Eastern C. | Eastern C. | Durban    | Durban    | Mexiko-S. | Mexiko-S. | Shanghai  | Shanghai  | Brands H. | Brands H. | 16.  | 13     |
| 06/07  | 22 EBR    | 18 EBR    | 17 EBR     | 18 EBR     | 18 EBR  | 11 EBR  | 16 EBR     | 18 EBR     | 18 EBR  | 19 EBR  | 10 KAR     | 7 KAR      | 18 SUR     | 16 SUR     | 15 KAR    | 9* KAR    | 11 KAR    | 18 KAR    | 7 KAR     | 17 KAR    | 7 KAR     | 4 KAR     | 16.  | 13     |
| 07/08  | Zandvoort | Zandvoort | Brno       | Brno       | Sepang  | Sepang  | Zhuhai     | Zhuhai     | Taupo   | Taupo   | Eastern C. | Eastern C. | Durban     | Durban     | Mexiko-S. | Mexiko-S. | Shanghai  | Shanghai  | Brands H. | Brands H. | ---       | ---       | 10.  | 61     |
| 07/08  | 10 KAR    | 20 KAR    | 21 KAR     | 9 KAR      | 11 KAR  | 6 KAR   | 7 KAR      | 1 KAR      | 10 KAR  | 22 KAR  | 11 KAR     | 11 KAR     | 17 SUR     | 17 SUR     | 13 KAR    | 9 KAR     | 5 KAR     | 7 KAR     | 5 KAR     | 1 KAR     |           |           | 10.  | 61     |
| 08/09  | Zandvoort | Zandvoort | Chengdu    | Chengdu    | Sepang  | Sepang  | Taupo      | Taupo      | Kyalami | Kyalami | Algarve    | Algarve    | Brands H.  | Brands H.  | ---       | ---       | ---       | ---       | ---       | ---       | ---       | ---       | 12.  | 19     |
| 08/09  |           |           | 10 KAR     | 10 KAR     | 18 KAR  | 18 KAR  | 9 KAR      | 7 KAR      | 6 KAR   | 12 KAR  | 6 KAR      | 11 KAR     | 2 KAR      | 19 KAR     |           |           |           |           |           |           |           |           | 12.  | 19     |

| Legende  | Legende            | Legende                                                          |
| Farbe    | Abkürzung          | Bedeutung                                                        |
| -------- | ------------------ | ---------------------------------------------------------------- |
| Gold     | –                  | Sieg                                                             |
| Silber   | –                  | 2. Platz                                                         |
| Bronze   | –                  | 3. Platz                                                         |
| Grün     | –                  | Platzierung in den Punkten                                       |
| Blau     | –                  | Klassifiziert außerhalb der Punkteränge                          |
| Violett  | DNF                | Rennen nicht beendet (did not finish)                            |
| Violett  | NC                 | nicht klassifiziert (not classified)                             |
| Rot      | DNQ                | nicht qualifiziert (did not qualify)                             |
| Rot      | DNPQ               | in Vorqualifikation gescheitert (did not pre-qualify)            |
| Schwarz  | DSQ                | disqualifiziert (disqualified)                                   |
| Weiß     | DNS                | nicht am Start (did not start)                                   |
| Weiß     | WD                 | zurückgezogen (withdrawn)                                        |
| Hellblau | PO                 | nur am Training teilgenommen (practiced only)                    |
| Hellblau | TD                 | Freitags-Testfahrer (test driver)                                |
| ohne     | DNP                | nicht am Training teilgenommen (did not practice)                |
| ohne     | INJ                | verletzt oder krank (injured)                                    |
| ohne     | EX                 | ausgeschlossen (excluded)                                        |
| ohne     | DNA                | nicht erschienen (did not arrive)                                |
| ohne     | C                  | Rennen abgesagt (cancelled)                                      |
| ohne     | keine WM-Teilnahme |                                                                  |
| sonstige | P/fett             | Pole-Position                                                    |
| sonstige | 1/2/3/4/5/6/7/8    | Punktplatzierung im Sprint-/Qualifikationsrennen                 |
| sonstige | SR/kursiv          | Schnellste Rennrunde                                             |
| sonstige | *                  | nicht im Ziel, aufgrund der zurückgelegten Distanz aber gewertet |
| sonstige | ()                 | Streichresultate                                                 |
| sonstige | unterstrichen      | Führender in der Gesamtwertung                                   |